# Entocythere dorsorotunda
Entocythere dorsorotunda är en kräftdjursart som beskrevs av Clarence Clayton Hoff 1944. Entocythere dorsorotunda ingår i släktet Entocythere och familjen Entocytheridae. Inga underarter finns listade i Catalogue of Life.